# Чилое (архипелаг)
Чилое (на испански: Archipiélago de los Chonos) е архипелаг в югоизточната част на Тихия океан, край бреговете Южно Чили, разположен в най-северната част на Чилийския архипелаг. Общата му площ е 9181 km². На север протока Чакао, а на изток заливите Анкуд и Корковадо го отделят от континента, а на юг протока Гуафо – от архипелага Чонос. Архипелага се състои от големия остров Чилое (8394 km², най-големия в Чилийския архипелаг) и множество по-малки острови и островчета, разположени предимно източно от големия остров. По-важните са: Гуафо (300 km²), Кинчао (120 km²), Лемуй (97 km²), Талкан (50 km²). Западните и южните брегове на остров Чилое са предимно праволинейни, докато северните и особено източните са силно разчленени от множество малки заливи и полуострови между тях. В западната, централна част на остров Чилое се издига обособен планински масив с височина до 1082 m, а останалата част представлява хълмиста равнина. Климатът е умерен, океански, като средните месечни температури варират от 7°С през зимата до 14°С през лятото. Годишната сума на валежите е 2000 – 3000 mm. Големи части от архипелага са покрити със смесени вечнозелени гори. През 2017 г. на архипелага живеят 168 185 души, като има две по-големи селища: Анкуд (на северното крайбрежие) и Кастро (на източното). основният поминък на населението е дърводобив, риболов и лов на стриди. Видът картофи, който е най-разпространеният по целия свят, е местен сорт на архипелага.